# متیو باند
متیو باند (انگلیسی: Matthew Bound؛ زادهٔ ۹ نوامبر ۱۹۷۲) بازیکن فوتبال اهل بریتانیا است.
از باشگاه‌هایی که در آن بازی کرده‌است می‌توان به باشگاه فوتبال هال سیتی، باشگاه فوتبال ایستلی، باشگاه فوتبال ویموث، باشگاه فوتبال ساوت‌همپتون، باشگاه فوتبال سوانزی سیتی، باشگاه فوتبال استوک‌پورت کانتی، باشگاه فوتبال آکسفورد یونایتد، و باشگاه فوتبال لینکولن سیتی اشاره کرد.